# Rainer Keller (General)
Rainer Keller (* 24. August 1954 in Trier) ist ein deutscher Brigadegeneral a. D. der Luftwaffe. In seiner letzten Verwendung war er stellvertretender Kommandeur des Kommandos Unterstützungsverbände Luftwaffe.

## Leben
Rainer Keller trat 1973 in die Luftwaffe ein und absolvierte seine Grundausbildung bei der 13. Kompanie des Luftwaffenausbildungsregiments (LwAusbRgt) 4 in Ulmen. In dieser Einheit war er auch bis 1975 als Gruppenführer eingesetzt, bevor er seinen Offizierlehrgang absolvierte. 1976 bis 1979 schloss sich daran das Studium der Pädagogik an der Universität der Bundeswehr in München an. Nach dem erfolgreichen Abschluss des Studiums war er zunächst als Zugführer der Fliegerhorststaffel in Neubiberg eingesetzt und dann ab 1983 als Hörsaalleiter an der Truppendienstlichen Fachschule der Luftwaffe in Iserlohn. 1986 übernahm er als Kompaniechef die 7. Kompanie des LwAusbRgt 2 in Budel in den Niederlanden.
An diese Truppenverwendungen schlossen sich nach dem Generalstabslehrgang an der Führungsakademie der Bundeswehr in Hamburg eine Verwendung als Abteilungsleiter der 3. Luftwaffendivision sowie Posten als Referent im Führungsstab der Luftwaffe an. 1995 bis 1998 folgte mit dem Kommando über das III. Bataillon des LwAusbRgt 1 in Heide wieder ein Einsatz in der Truppe. Nach einer Verwendung als Abteilungsleiter im Luftwaffenunterstützungskommando sowie als Dezernatsleiter im Personalamt der Bundeswehr kehrte Keller wieder ins Bundesministerium der Verteidigung zurück, 2002 zunächst als Referatsleiter für Personalangelegenheiten und dann ab 2006 als Stabsabteilungsleiter I im Führungsstab der Luftwaffe.
Am 1. Juli 2011 übernahm Keller die Befehlsgewalt über das Luftwaffenausbildungskommando von Brigadegeneral Gerd Bischof, wobei sein Adjutant Johannes Arlt war. Im Rahmen der Neustrukturierung der Bundeswehr wurde das Luftwaffenausbildungskommando mit Wirkung vom 30. Juni 2013 aufgelöst. Zum 1. Juli 2013 wurde Keller im Kommando Unterstützungsverbände Luftwaffe dann stellvertretender Kommandeur und Kommandeur militärische Grundorganisations-Verbände.
Nach Auflösung des Kommandos Unterstützungsverbände wurde Keller im Kommando Luftwaffe unter anderem als Beauftragter für die Einführung der Soldaten-Arbeitszeitverordnung verwendet. Zum 31. August 2016 trat er in den Ruhestand.
Rainer Keller ist verheiratet und hat drei Kinder.